# The Best of A. E. van Vogt
Pour les articles homonymes, voir Best of.
The Best of A. E. van Vogt est un recueil, composé en 1974, de nouvelles de science-fiction écrites par A. E. van Vogt, et n'est pas traduit en français dans son intégralité.

## Résumés
- Vault of the Beast, 1940 : Voir le résumé du Caveau de la bête ;
- The Weapon Shop, 1942 ;
- The Storm, 1943 ;
- Juggernaut, 1944 : Voir le résumé du Char de Juggernaut ;
- Hand of the Gods, 1946 ;
- The Cataaaaa, 1947 : Voir le résumé de Supra-cattus ;
- The Monster, 1948 : Voir le résumé du Monstre ;
- Dear Pen Pal, 1949 : Voir le résumé de Correspondance ;
- The Green Forest, 1949 : Voir le résumé de La Jungle de Mira ;
- War of Nerves, 1950 : Voir le résumé de La Guerre des nerfs ;
- The Expendables, 1963 : Voir le résumé des Sacrifiés ;
- Silkies in Space, 1966 ;
- The Proxy Intelligence, 1968.